# Sainte-Ouenne
Sainte-Ouenne és un municipi francès situat al departament de Deux-Sèvres i a la regió de la Nova Aquitània. L'any 2007 tenia 704 habitants.

## Demografia

### Població
El 2007 la població de fet de Sainte-Ouenne era de 704 persones. Hi havia 266 famílies de les quals 51 eren unipersonals (22 homes vivint sols i 29 dones vivint soles), 84 parelles sense fills, 120 parelles amb fills i 11 famílies monoparentals amb fills.
La població ha evolucionat segons el següent gràfic:
Habitants censats

### Habitatges
El 2007 hi havia 295 habitatges, 274 eren l'habitatge principal de la família, 11 eren segones residències i 10 estaven desocupats. 292 eren cases i 2 eren apartaments. Dels 274 habitatges principals, 241 estaven ocupats pels seus propietaris, 31 estaven llogats i ocupats pels llogaters i 2 estaven cedits a títol gratuït; 2 tenien una cambra, 6 en tenien dues, 16 en tenien tres, 84 en tenien quatre i 166 en tenien cinc o més. 238 habitatges disposaven pel capbaix d'una plaça de pàrquing. A 89 habitatges hi havia un automòbil i a 169 n'hi havia dos o més.

### Piràmide de població
La piràmide de població per edats i sexe el 2009 era:
| Homes | Edats   | Dones |
| ----- | ------- | ----- |
| 0     | 95 o +  | 0     |
| 0     | 90 a 94 | 8     |
| 0     | 85 a 89 | 8     |
| 0     | 80 a 84 | 0     |
| 8     | 75 a 79 | 4     |
| 32    | 70 a 74 | 16    |
| 12    | 65 a 69 | 16    |
| 20    | 60 a 64 | 24    |
| 24    | 55 a 59 | 12    |
| 4     | 50 a 54 | 12    |
| 12    | 45 a 49 | 16    |
| 28    | 40 a 44 | 8     |
| 36    | 35 a 39 | 32    |
| 28    | 30 a 34 | 28    |
| 12    | 25 a 29 | 20    |
| 8     | 20 a 24 | 0     |
| 20    | 15 a 19 | 8     |
| 8     | 10 a 14 | 12    |
| 28    | 5 a 9   | 20    |
| 12    | 0 a 4   | 28    |

## Economia
El 2007 la població en edat de treballar era de 447 persones, 361 eren actives i 86 eren inactives. De les 361 persones actives 340 estaven ocupades (181 homes i 159 dones) i 21 estaven aturades (11 homes i 10 dones). De les 86 persones inactives 38 estaven jubilades, 32 estaven estudiant i 16 estaven classificades com a «altres inactius».

### Ingressos
El 2009 a Sainte-Ouenne hi havia 303 unitats fiscals que integraven 795,5 persones, la mediana anual d'ingressos fiscals per persona era de 17.756 €.

### Activitats econòmiques
Dels 16 establiments que hi havia el 2007, 1 era d'una empresa de fabricació d'altres productes industrials, 10 d'empreses de construcció, 1 d'una empresa de comerç i reparació d'automòbils, 1 d'una empresa d'hostatgeria i restauració, 1 d'una empresa immobiliària i 2 d'empreses de serveis.
Dels 10 establiments de servei als particulars que hi havia el 2009, 3 eren paletes, 3 fusteries, 2 electricistes, 1 empresa de construcció i 1 restaurant.
L'any 2000 a Sainte-Ouenne hi havia 26 explotacions agrícoles que ocupaven un total de 1.066 hectàrees.

## Equipaments sanitaris i escolars
El 2009 hi havia una escola elemental.

## Poblacions més properes
El següent diagrama mostra les poblacions més properes.